# Breitscheidplatz
Der Breitscheidplatz liegt im Berliner Ortsteil Charlottenburg (Bezirk Charlottenburg-Wilmersdorf) zwischen Kurfürstendamm, Budapester Straße und Tauentzienstraße. Er ist ein zentraler Platz in der City West. Nicht zuletzt durch die als Mahnmal erhaltene Kriegsruine der Kaiser-Wilhelm-Gedächtniskirche gehört er zu den bekanntesten Plätzen Berlins.
Bis 1892 hieß der Platz Gutenbergplatz, von 1892 bis 1947 Auguste-Viktoria-Platz.

## Lage
Östlich schließt sich das Europa-Center an, ungefähr auf der Mitte steht die Kaiser-Wilhelm-Gedächtniskirche und zwischen beiden befindet sich der Weltkugelbrunnen. Westlich wurde der Platz 1960 bis 2009 durch den Gebäuderiegel des damaligen Schimmelpfeng-Hauses über der darunter verlaufenden Kantstraße begrenzt. Unter dem Platz schwenkt die 1902 erbaute heutige Linie U2 der Berliner U-Bahn von der Tauentzienstraße in nordwestlicher Richtung in die Hardenbergstraße in Richtung Bahnhof Zoo.

## Geschichte

### Von der Platzanlage bis zum Ende des 20. Jahrhunderts

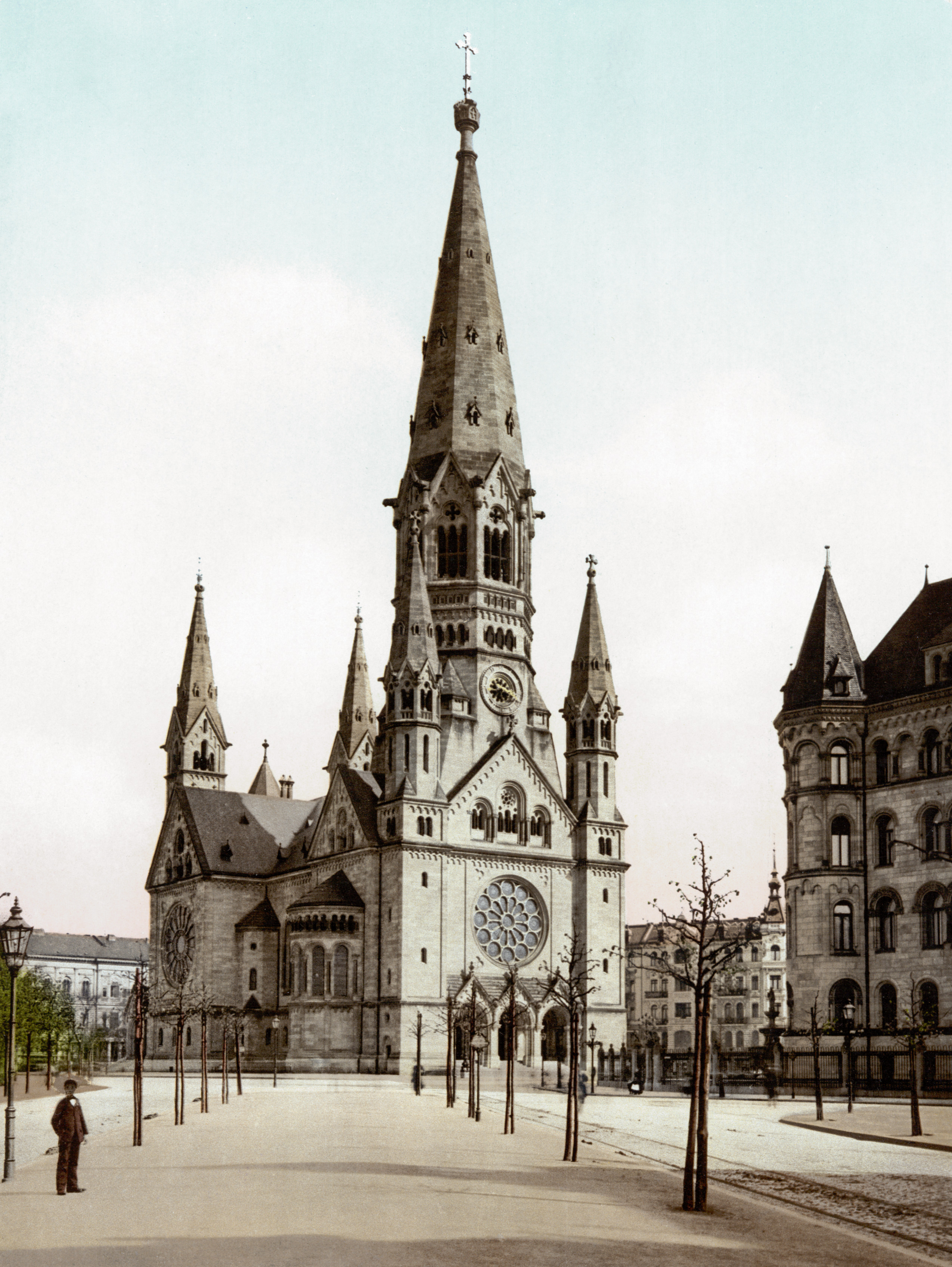
Gedächtniskirche, rechts das erste Romanische Haus

Der Auguste-Viktoria-Platz war der westliche Beginn einer Abfolge von Boulevards und Schmuckplätzen, des Generalszugs.
Ab 1889 hieß der vorher unbenannte Platz nach dem Erfinder des Buchdrucks mit gegossenen Lettern Gutenbergplatz und wurde 1892 nach der Deutschen Kaiserin in Auguste-Viktoria-Platz umbenannt. Er bildete das kreisrunde Zentrum der in ihn einmündenden Straßenzüge (im Uhrzeigersinn) Budapester Straße, Tauentzienstraße, Rankestraße, Kurfürstendamm, Kantstraße und Hardenbergstraße.
Im gleichen Stil wie die kurz zuvor gebaute Gedächtniskirche entstanden zwei einander gegenüberliegende Gebäude, die sich beide Romanisches Haus nannten. 1896 wurde das ältere an der Westseite des Platzes (zwischen Kurfürstendamm und Kantstraße) fertiggestellt, 1899 konnte der Konkurrent an der Ostseite (seit 1965 das Europa-Center) ein sehr ähnliches Haus beziehen. Das Zweite wurde weltberühmt, weil hier 1916 das Romanische Café eröffnete. Das Bauensemble aus beiden Cafés hieß deshalb auch Romanisches Forum. Im baulichen Kontrast dazu entstand 1925 das Capitol am Zoo im Stil der Neuen Sachlichkeit.

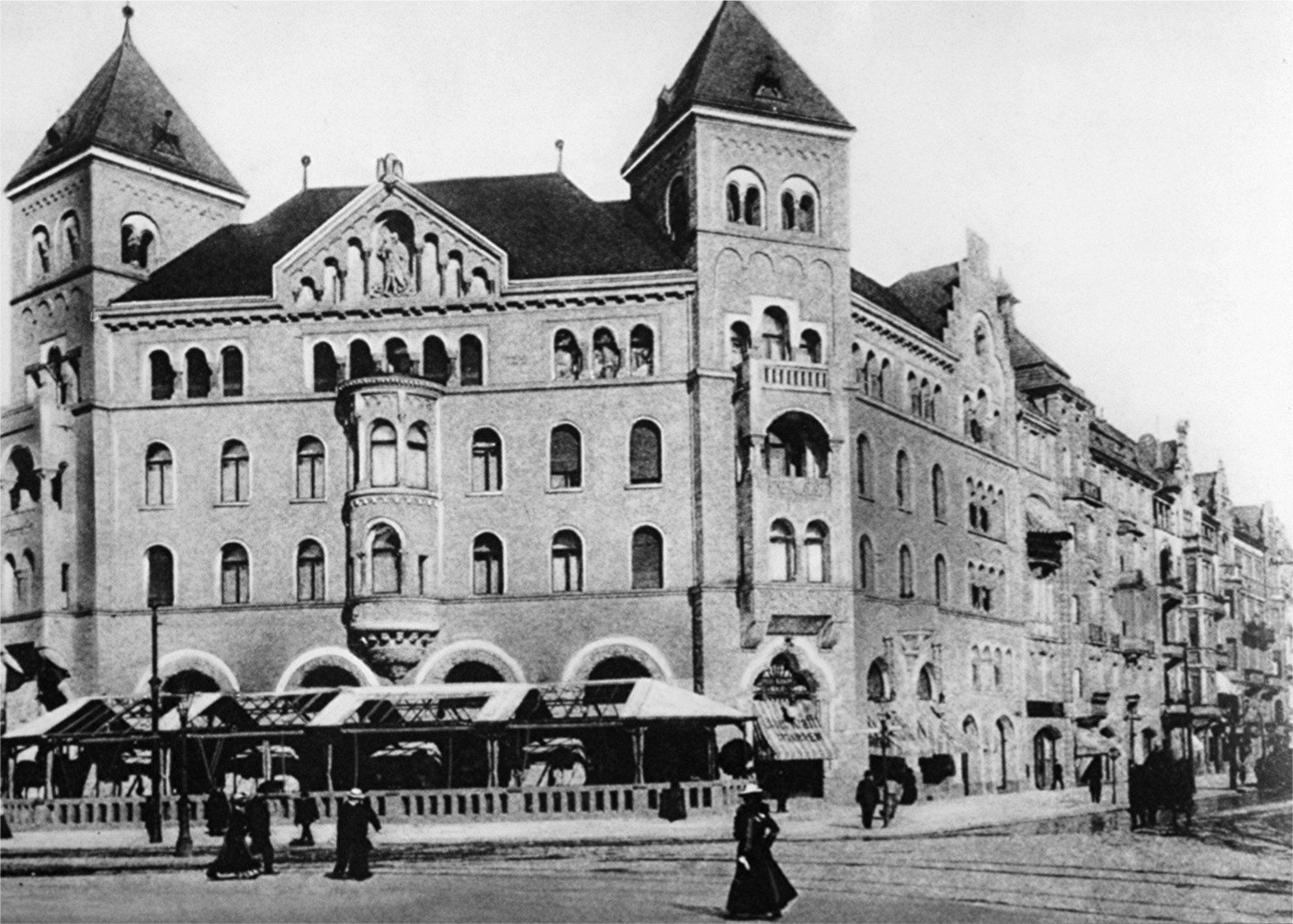
Das Neue Romanische Haus mit dem Romanischen Café, um 1900

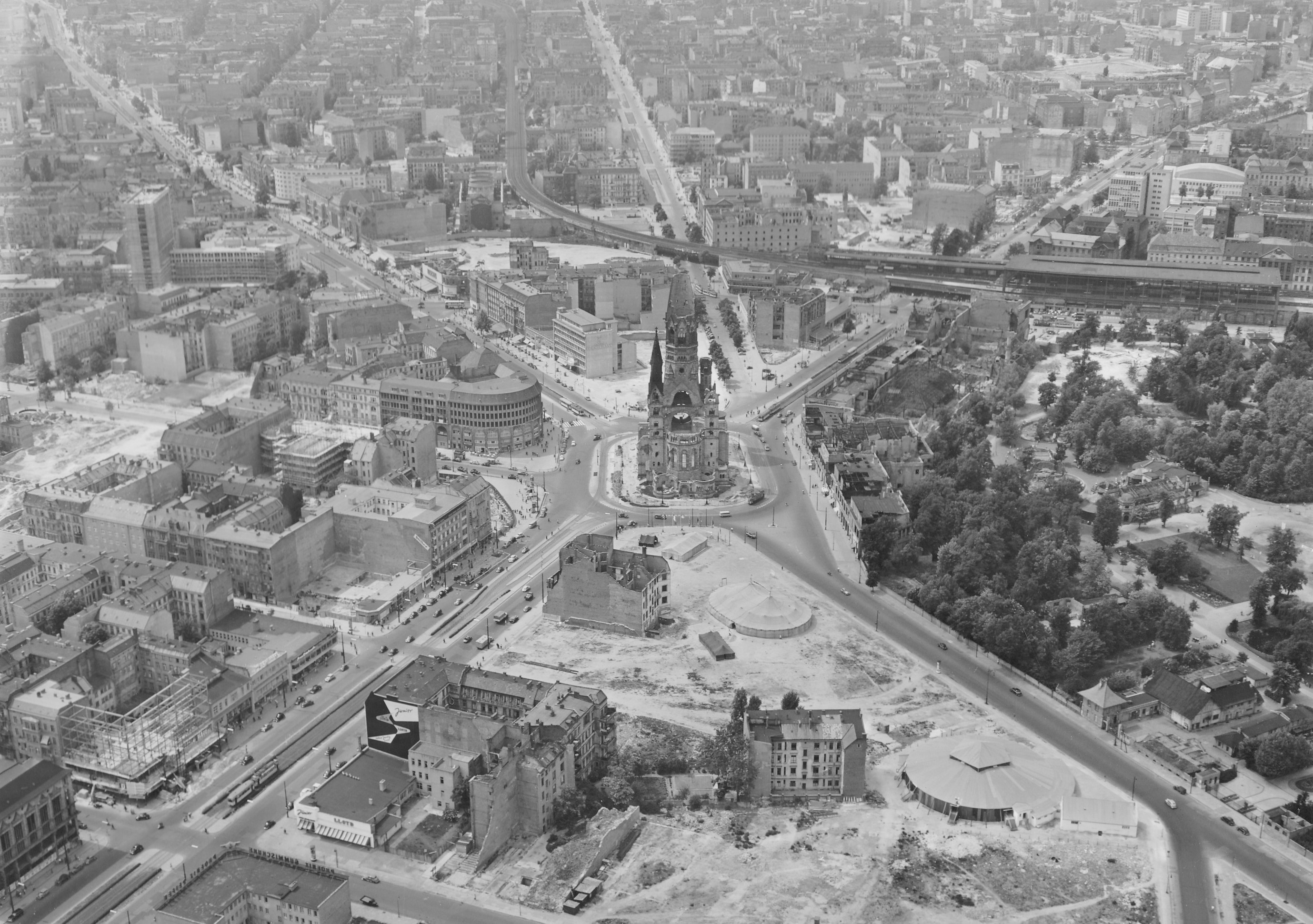
Breitscheidplatz, 1954

Im Zweiten Weltkrieg war nicht nur die Kirche, sondern auch die Randbebauung stark zerstört worden. Der Platz wurde am 31. Juli 1947 nach dem von den Nationalsozialisten verfolgten Sozialdemokraten Rudolf Breitscheid umbenannt. Beim Wiederaufbau wurde das Erscheinungsbild nach den Vorstellungen der 1950er Jahre stark verändert. Straßenzüge erhielten eine geänderte Führung, sodass der Platz seitdem nicht mehr als Verkehrsknoten dient. Die Konzeption sah eine dominante Rolle des Autoverkehrs vor, wobei der ehemalige Kreisverkehr um die Gedächtniskirche beim Umbau 1956–1960 aufgehoben wurde. Stattdessen wurde zwischen Gedächtniskirche und Europa-Center (errichtet 1963–1965) eine wichtige Hauptverkehrsverbindung geführt – genannt die „Schnalle“. Diese leitete – zusammen mit einem in östlicher Richtung verlaufenden Verkehrstunnel – die Fahrzeuge kreuzungsfrei in die Budapester Straße.

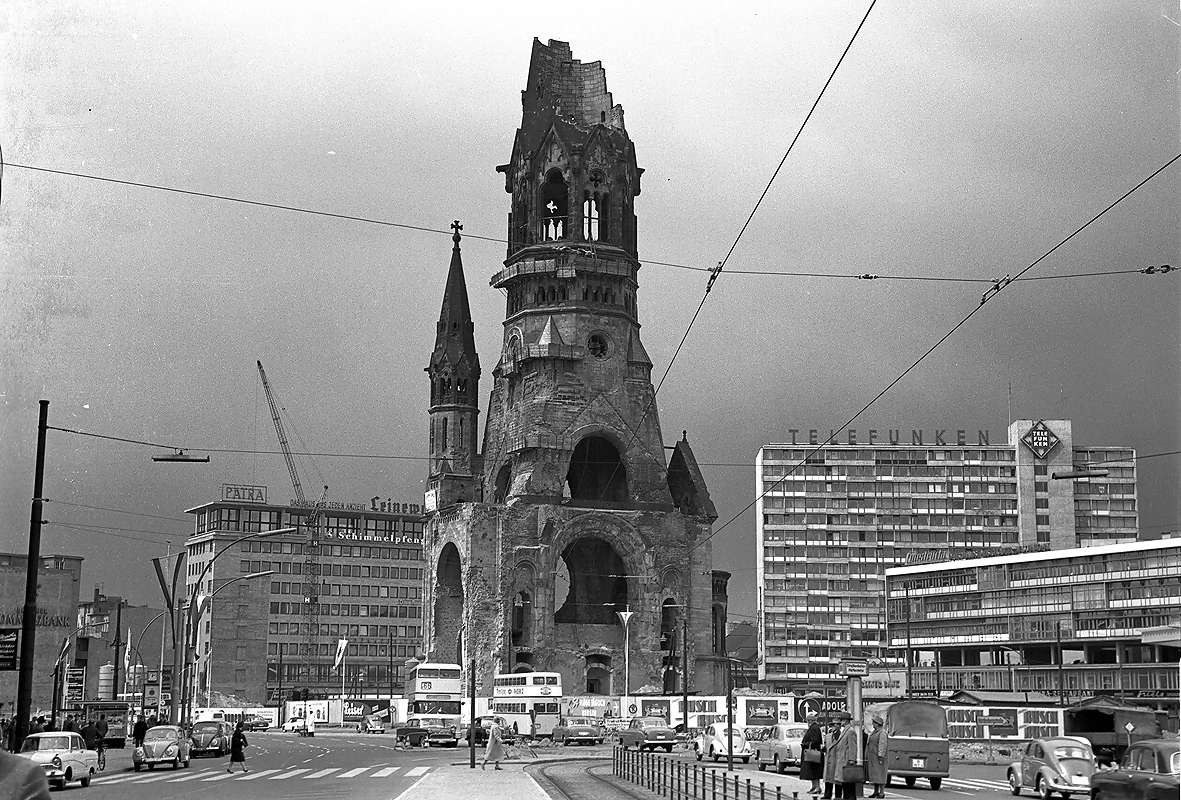
Breitscheidplatz, 1960

Im Jahr 1978 begann eine Verbesserung der Platznutzung und Aufenthaltsqualität: Die trennende Straßenverbindung vor dem Europa-Center wurde geschlossen und durch einen Fußgängerbereich ersetzt, sodass der Platz entlang der Tauentzienstraße seitdem durchgehend begehbar ist.

### Neuentwicklung seit den 2000er Jahren
Der den Platz von dem nördlich gelegenen Bikini-Haus trennende Straßentunnel Budapester Straße wurde ab 2005 zugeschüttet. Das Berliner Planwerk sorgte für eine weitere Umgestaltung des Platzes und des umliegenden Bereichs, die im Frühjahr 2006 abgeschlossen wurden. Der Platz erhielt eine neue Pflasterung, Beleuchtung und Bepflanzung. Das den Platz von der Kantstraße abschottende Schimmelpfenghaus wurde bis Februar 2013 komplett abgerissen.
Seit den 2010er Jahren ist die City West mit dem Breitscheidplatz als Zentrum wieder verstärkt in den Fokus von Stadtentwicklern und Investoren geraten. Exemplarisch stehen dafür das 2012 fertiggestellte 119 Meter hohe Zoofenster an der Westkante des Platzes, in dem das Luxushotel Waldorf Astoria Berlin untergebracht ist, sowie das benachbarte – ebenso hohe – Upper West, das 2017 fertiggestellt wurde. Beide Türme bilden im Ensemble ein Tor zur Kantstraße und rahmen die Gedächtniskirche urban ein. An der Nordseite des Platzes wurden zwischen 2010 und 2014 das Bikini-Haus und das benachbarte Kino Zoo Palast aufwendig erneuert. In der näheren Umgebung sind weitere umfangreiche Investitionen vorgesehen.

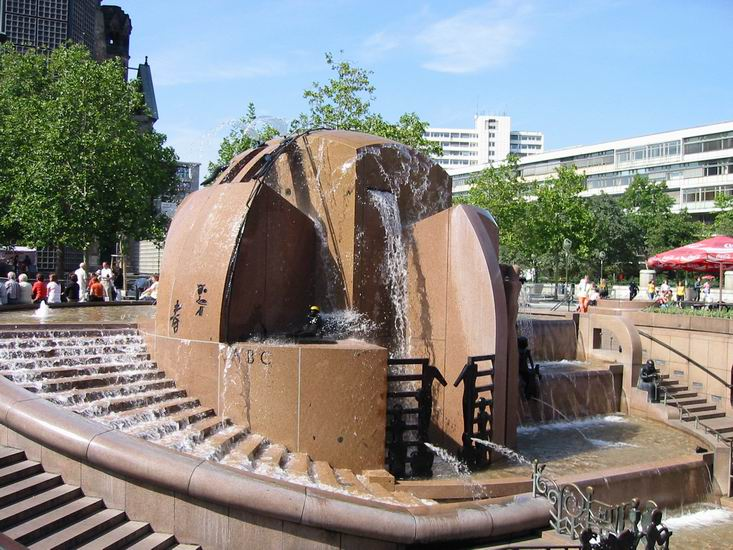
Weltkugelbrunnen auf dem Breitscheidplatz, 2004
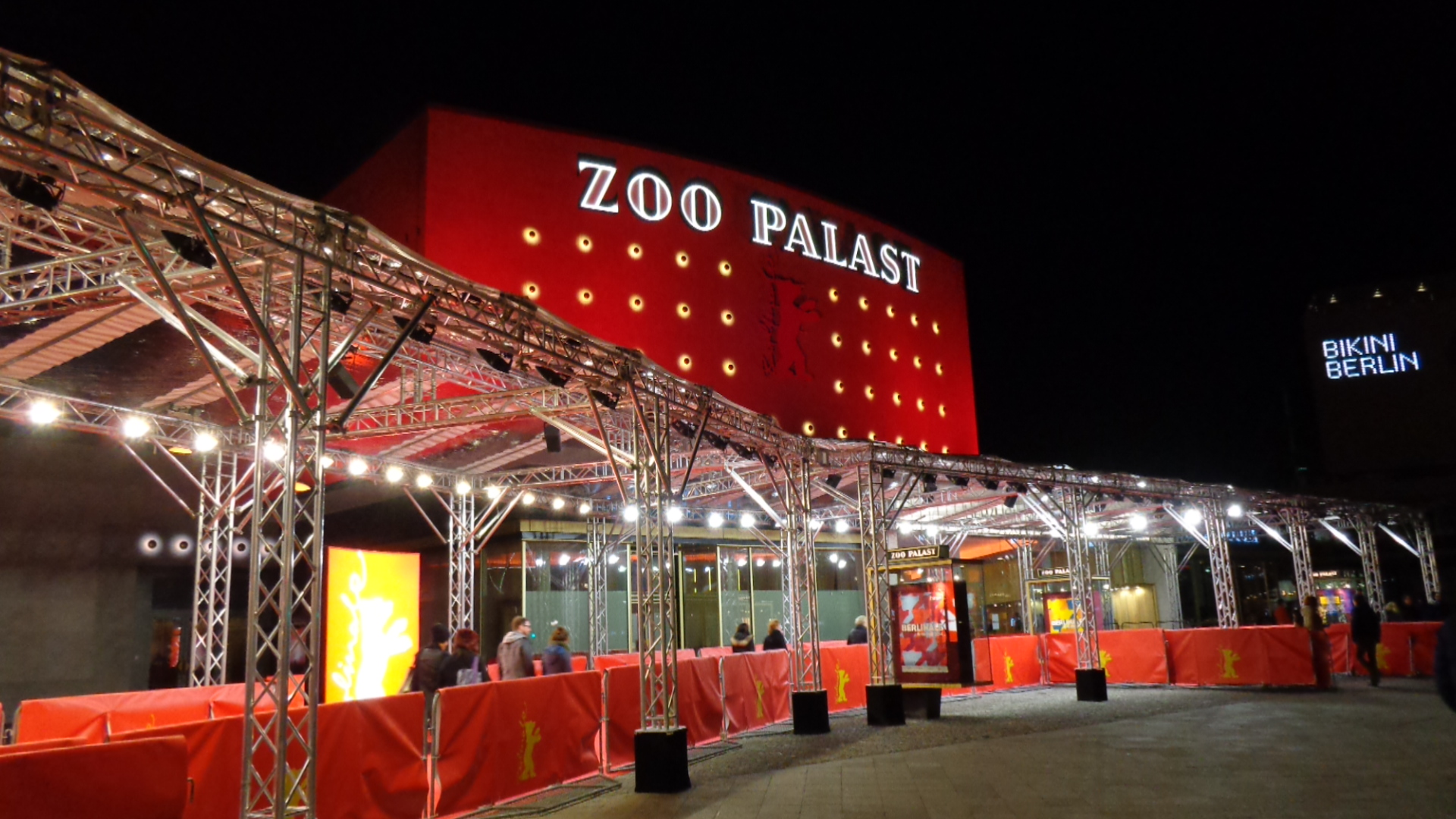
Zoo Palast zur Berlinale, 2014
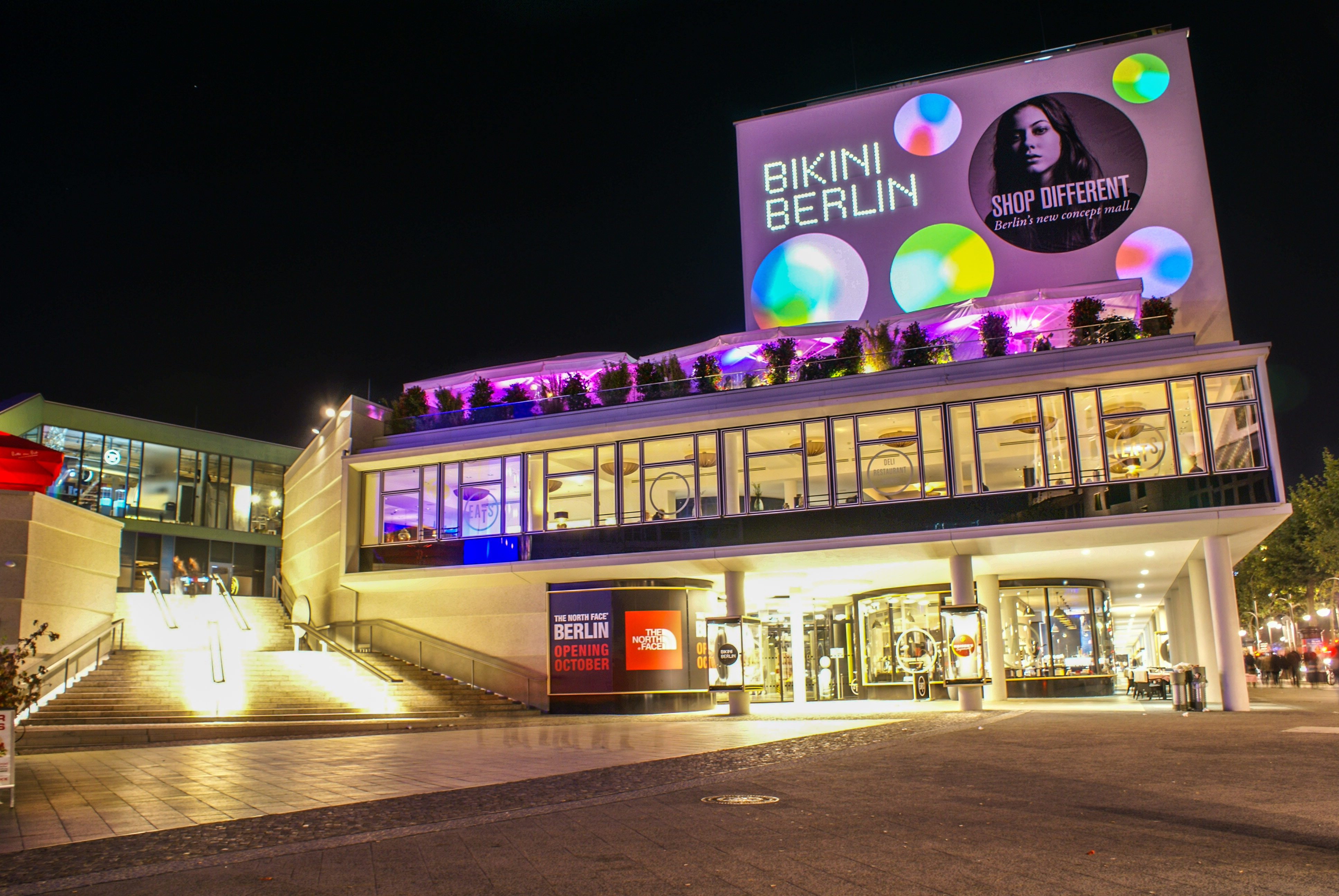
Bikini-Haus als alternatives Einkaufshaus, 2014
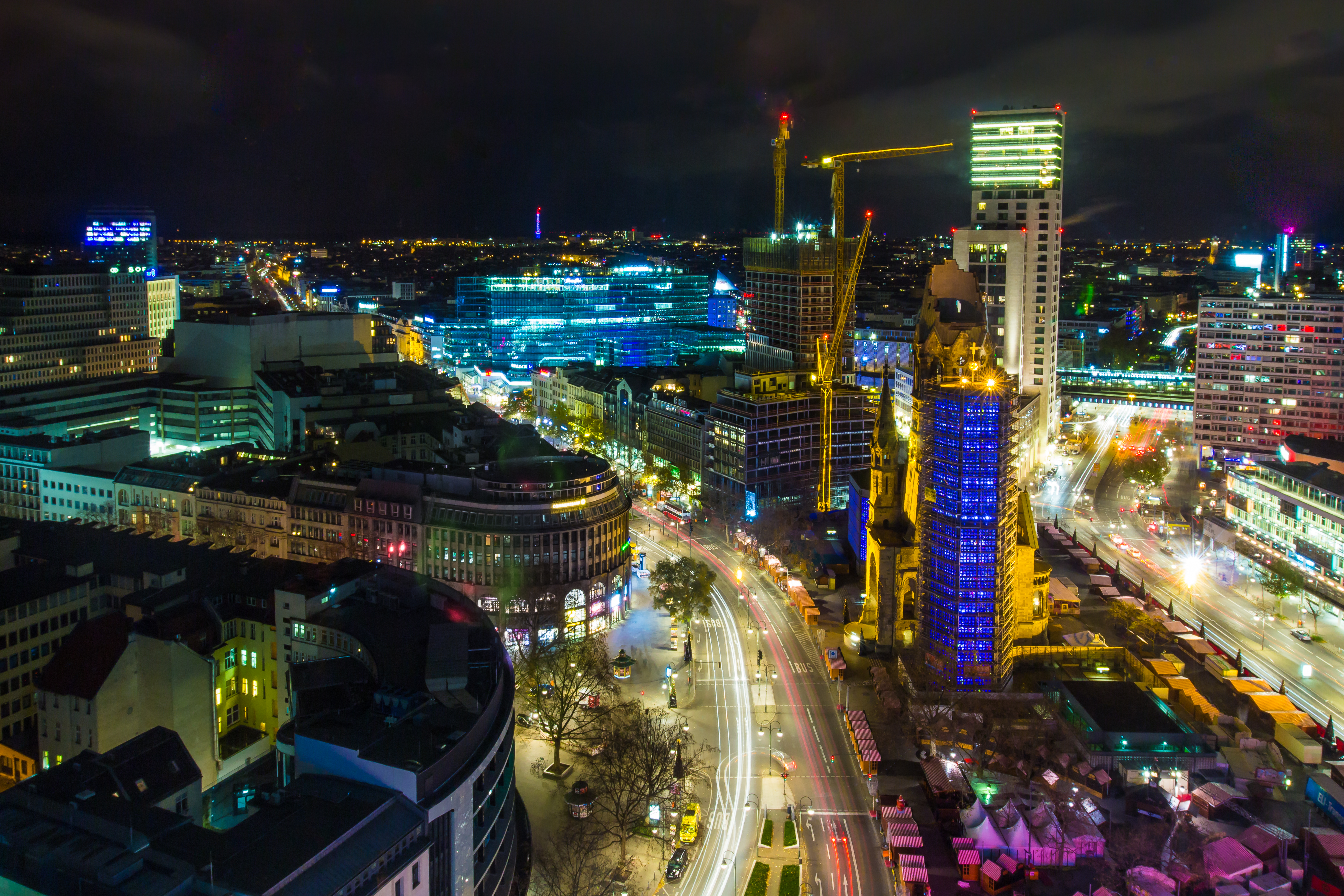
Nächtlicher Breitscheidplatz, Blick vom Europa-Center, 2015
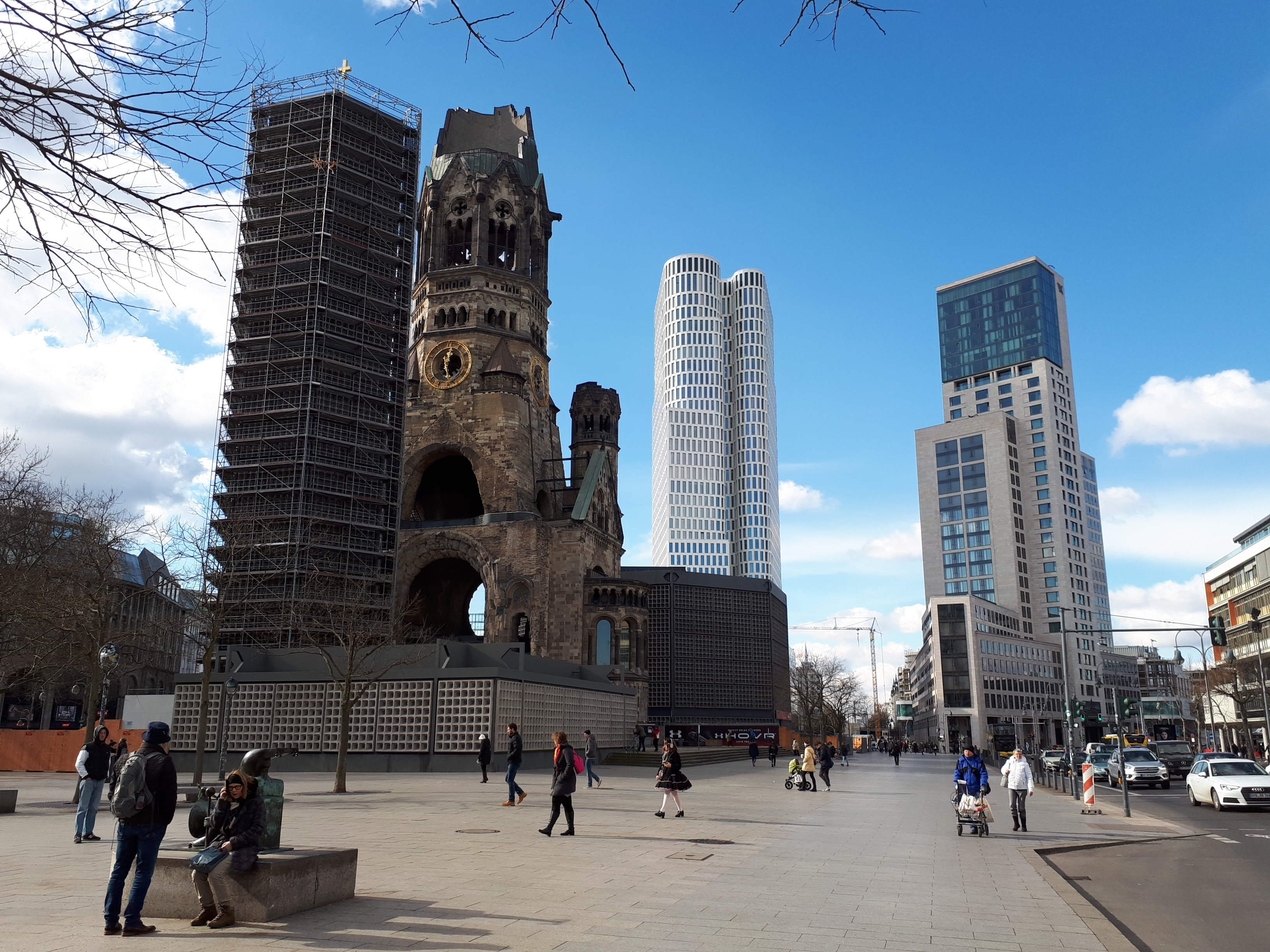
Breitscheidplatz mit Gedächtniskirche, Upper West, Zoofenster, 2018
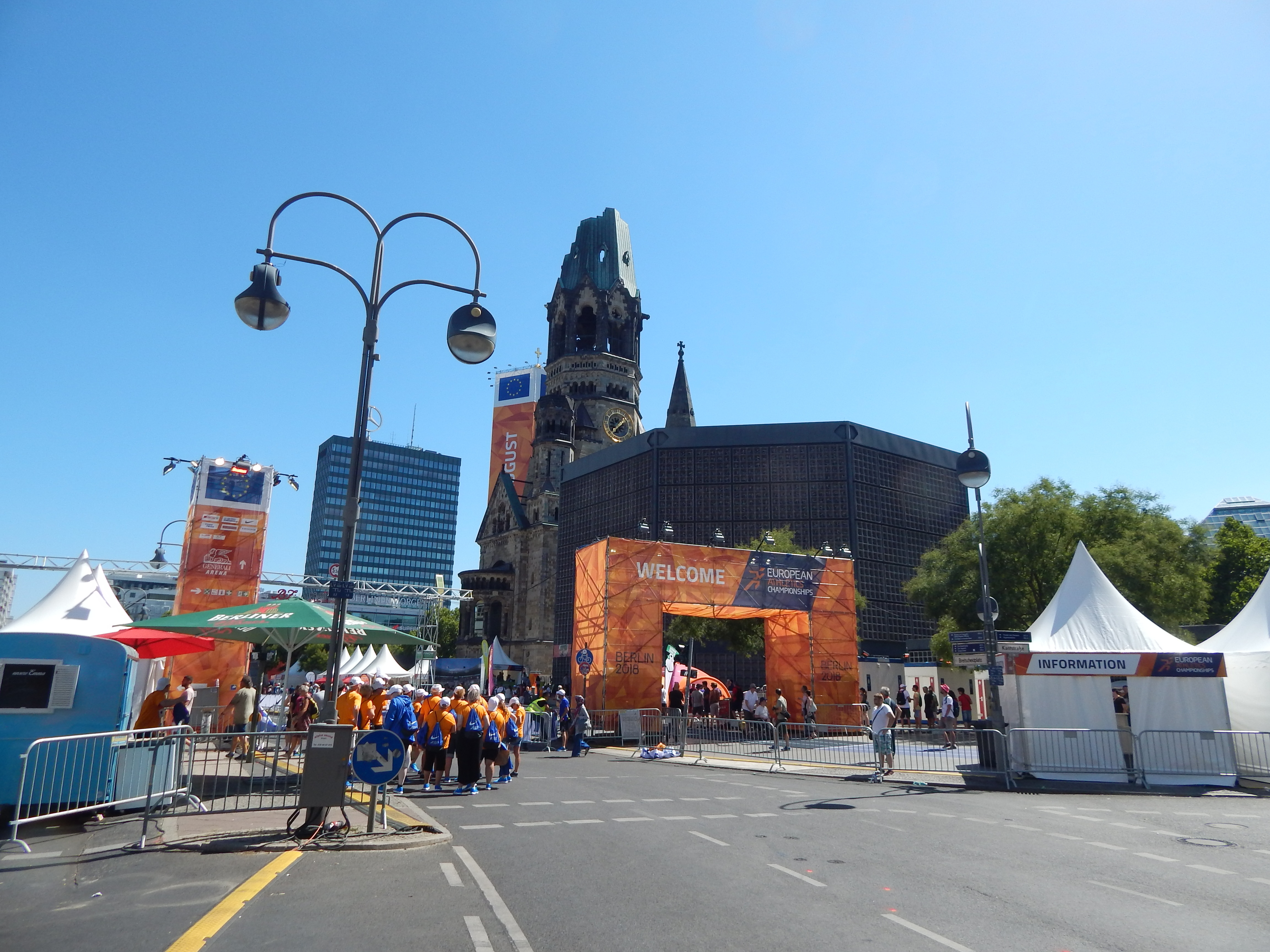
Breitscheidplatz als Austragungsort der European Championships 2018

### Anschlag auf den Weihnachtsmarkt 2016
Am Abend des 19. Dezember 2016 steuerte ein islamistischer Terrorist einen Sattelzug in eine Menschenmenge auf dem Weihnachtsmarkt auf dem Breitscheidplatz. Dabei starben 13 Menschen und mindestens 67 Besucher wurden zum Teil schwer verletzt. Im Oktober 2021 starb ein weiteres Opfer an den Spätfolgen des Anschlags.

### Austragungsort der European Championships 2018
Im August 2018 war der Breitscheidplatz neben dem Olympiastadion Berlin Austragungsort der European Championships 2018. Während im Olympiastadion sämtliche Leichtathletik-Wettbewerbe stattfanden, diente der Breitscheidplatz als Start und Ziel der Wettbewerbe im Gehen und Marathonlauf.

### Amokfahrt am 8. Juni 2022
Am Vormittag des 8. Juni 2022 fuhr ein 29-jähriger Mann mit einem Renault Clio zunächst in eine Menschenmenge auf dem Bürgersteig der Kreuzung Kurfürstendamm/Rankestraße/Tauentzienstraße, direkt gegenüber der Gedächtniskirche, danach über die Tauentzienstraße bis zur Einmündung der Marburger Straße und dort in das Schaufenster eines Ladengeschäfts. Eine Person verstarb noch am Tatort, mindestens 15 weitere wurden zum Teil schwer verletzt.

## Bauwerke
- Kaiser-Wilhelm-Gedächtniskirche (1891–1895/1959–1963)
- Kaisereck (1913–1914)
- Bikini-Haus (1955–1957/2010–2013)
- Zoo Palast (1955–1957)
- Europa-Center (1963–1965)
- Zoofenster (2008–2012)
- Upper West (2013–2017)

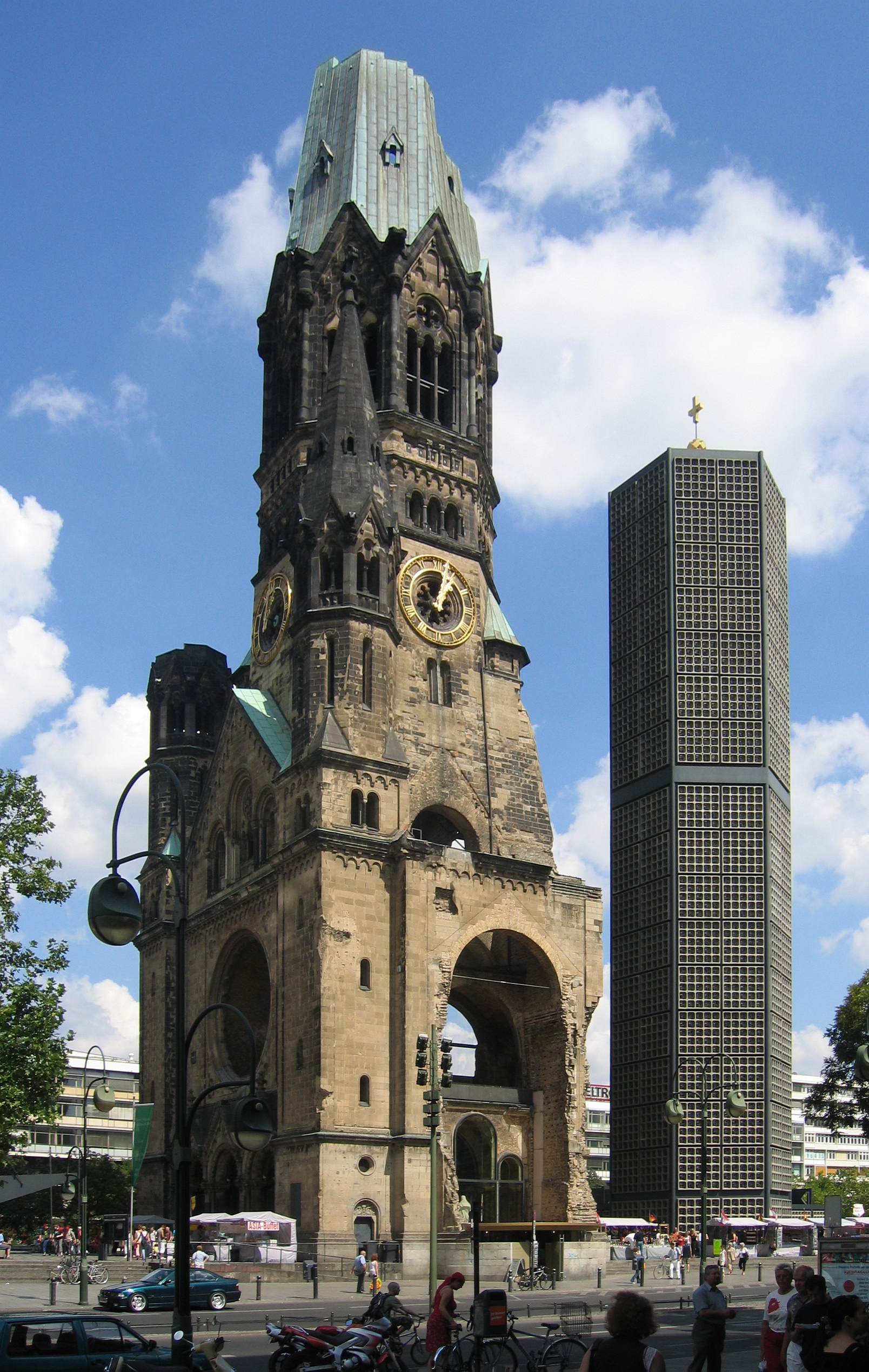
Kaiser-Wilhelm-Gedächtniskirche
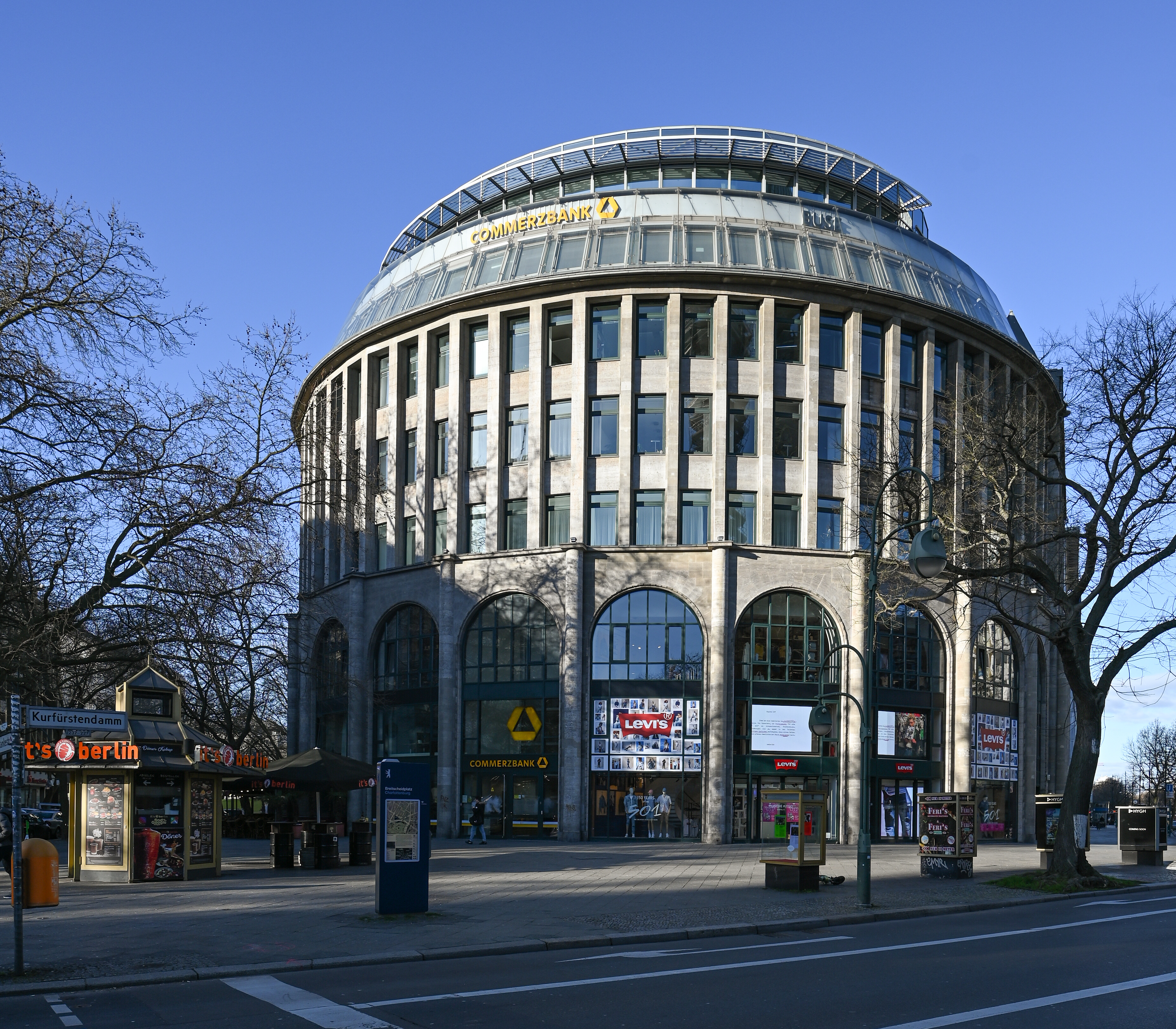
Kaisereck
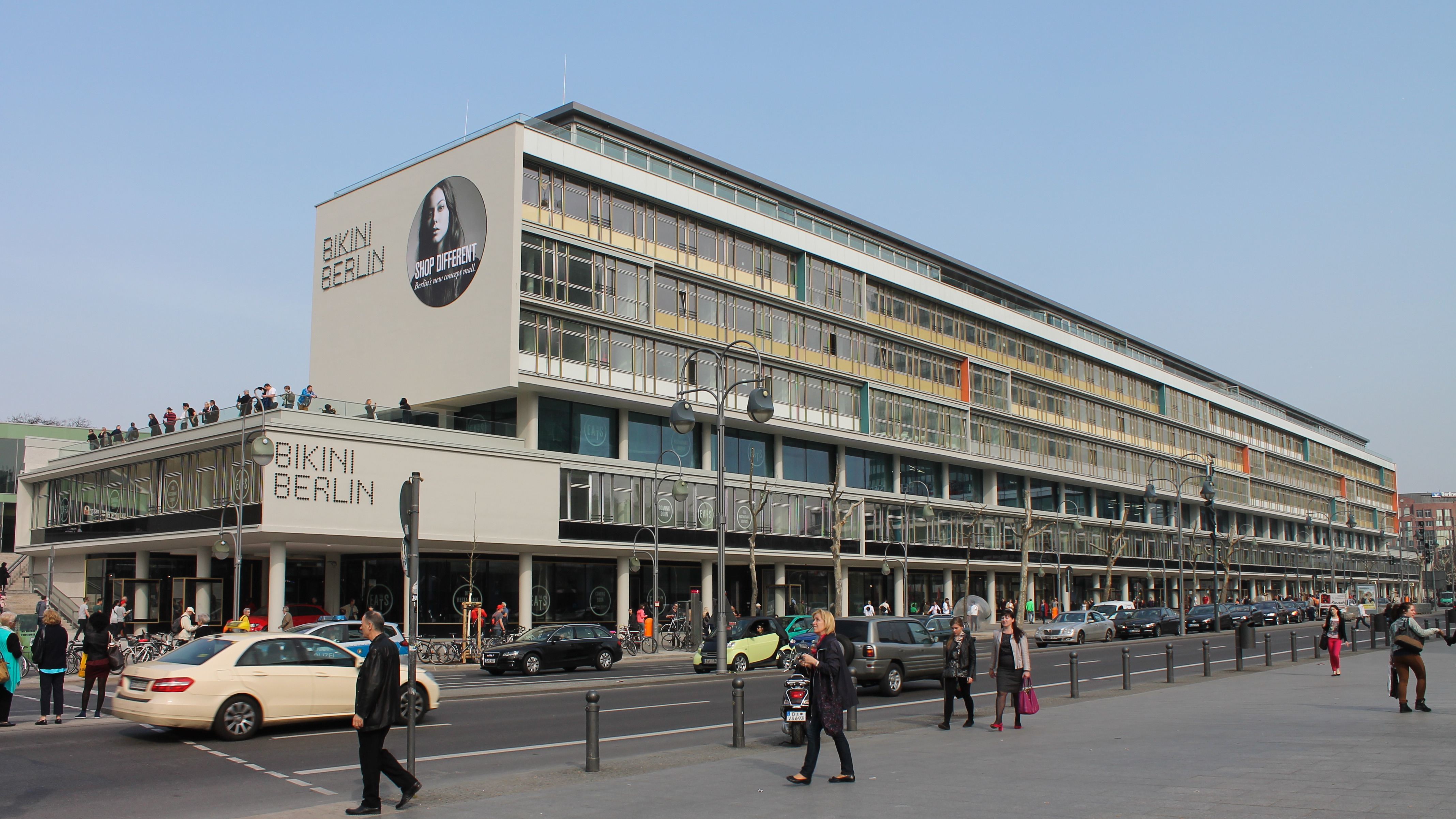
Bikini-Haus
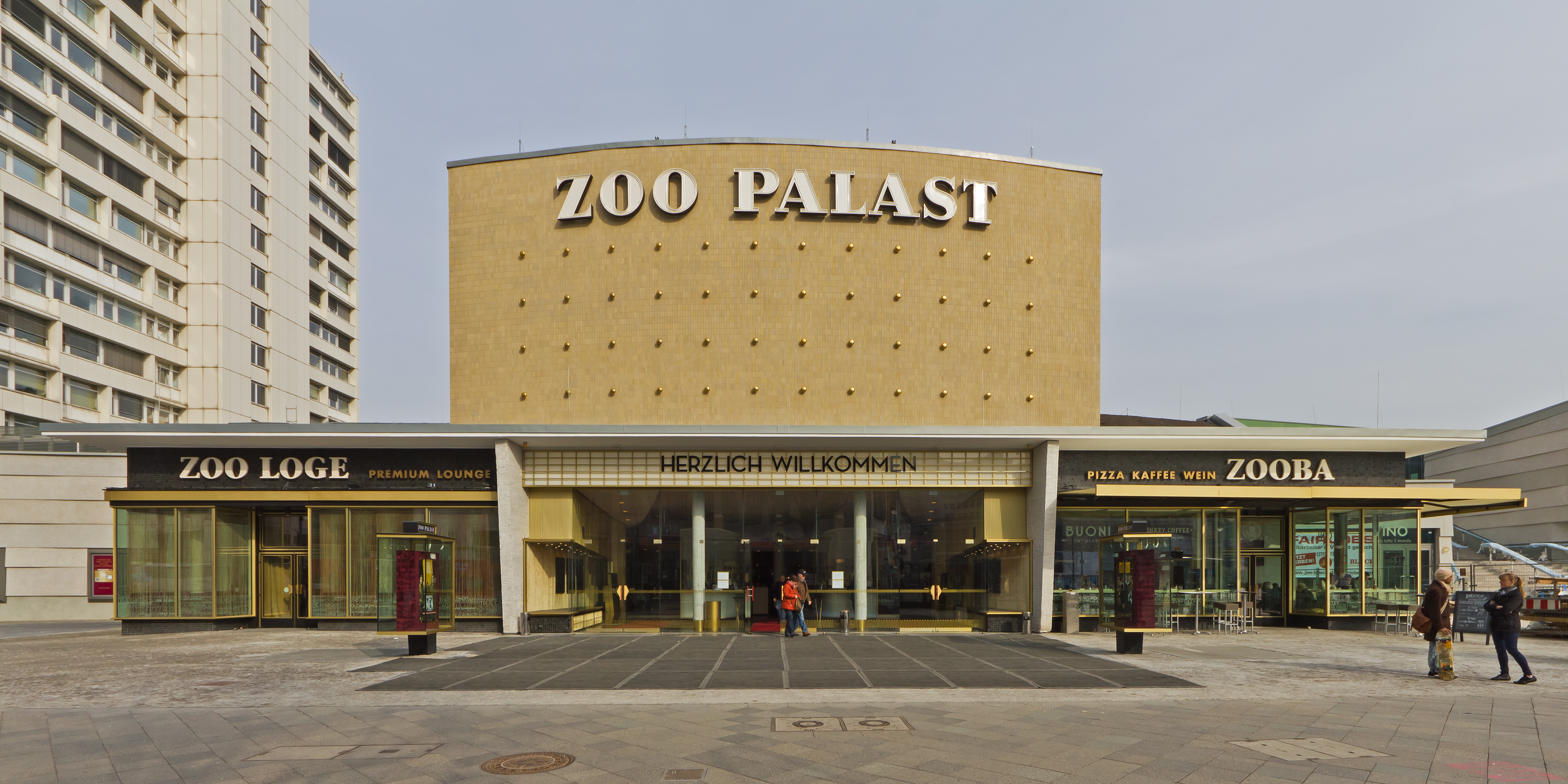
Zoo Palast
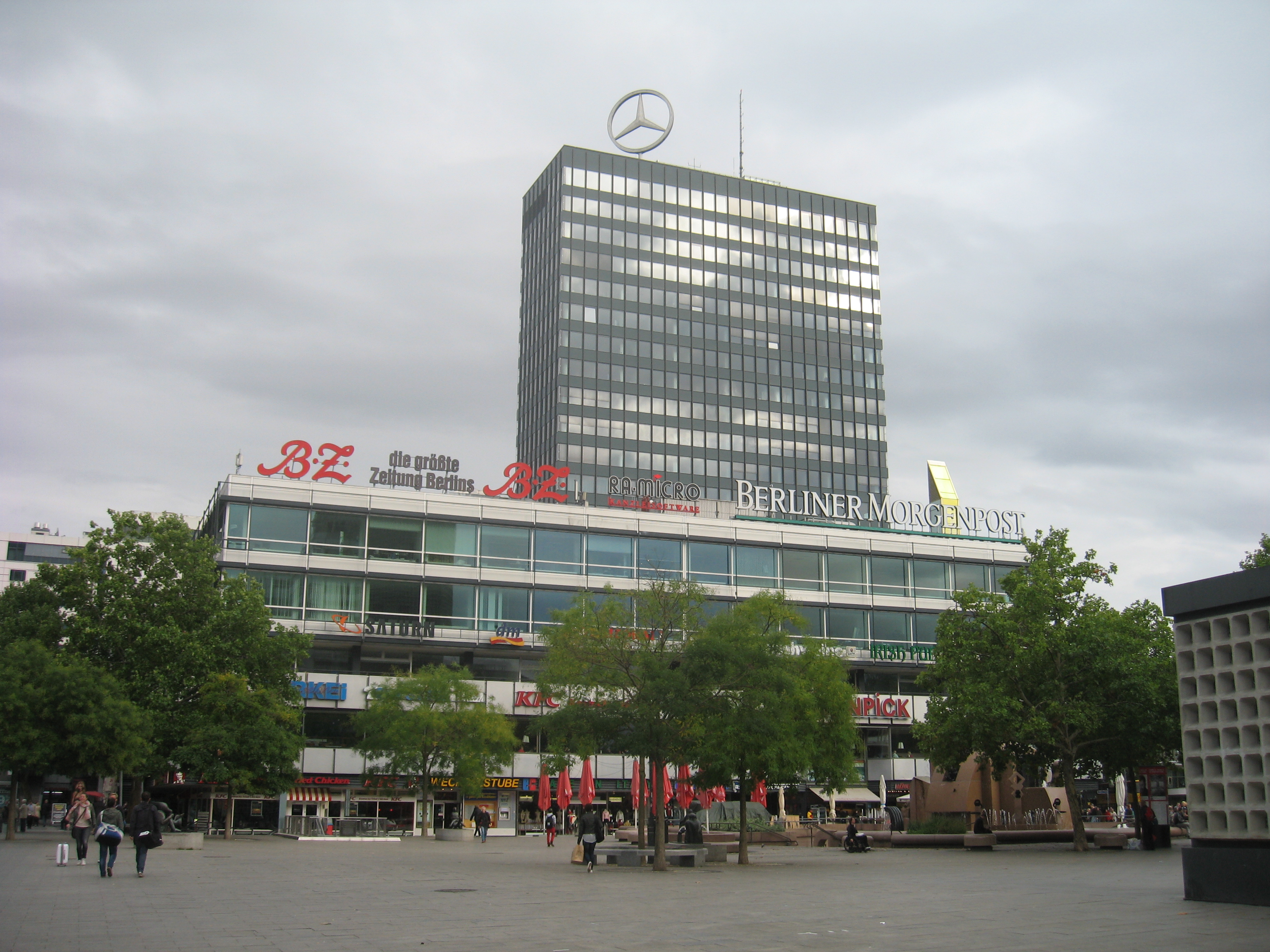
Europa-Center
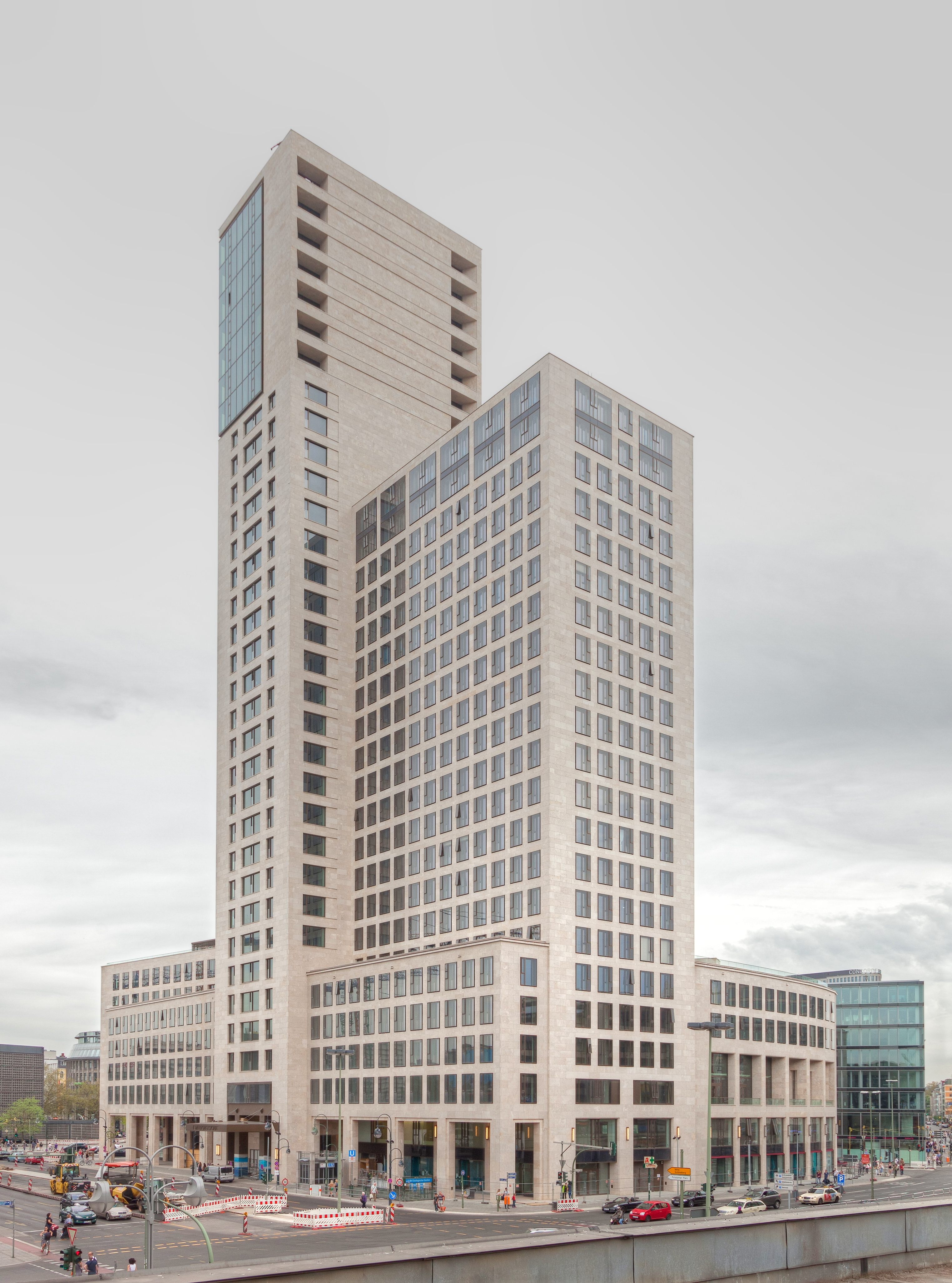
Zoofenster
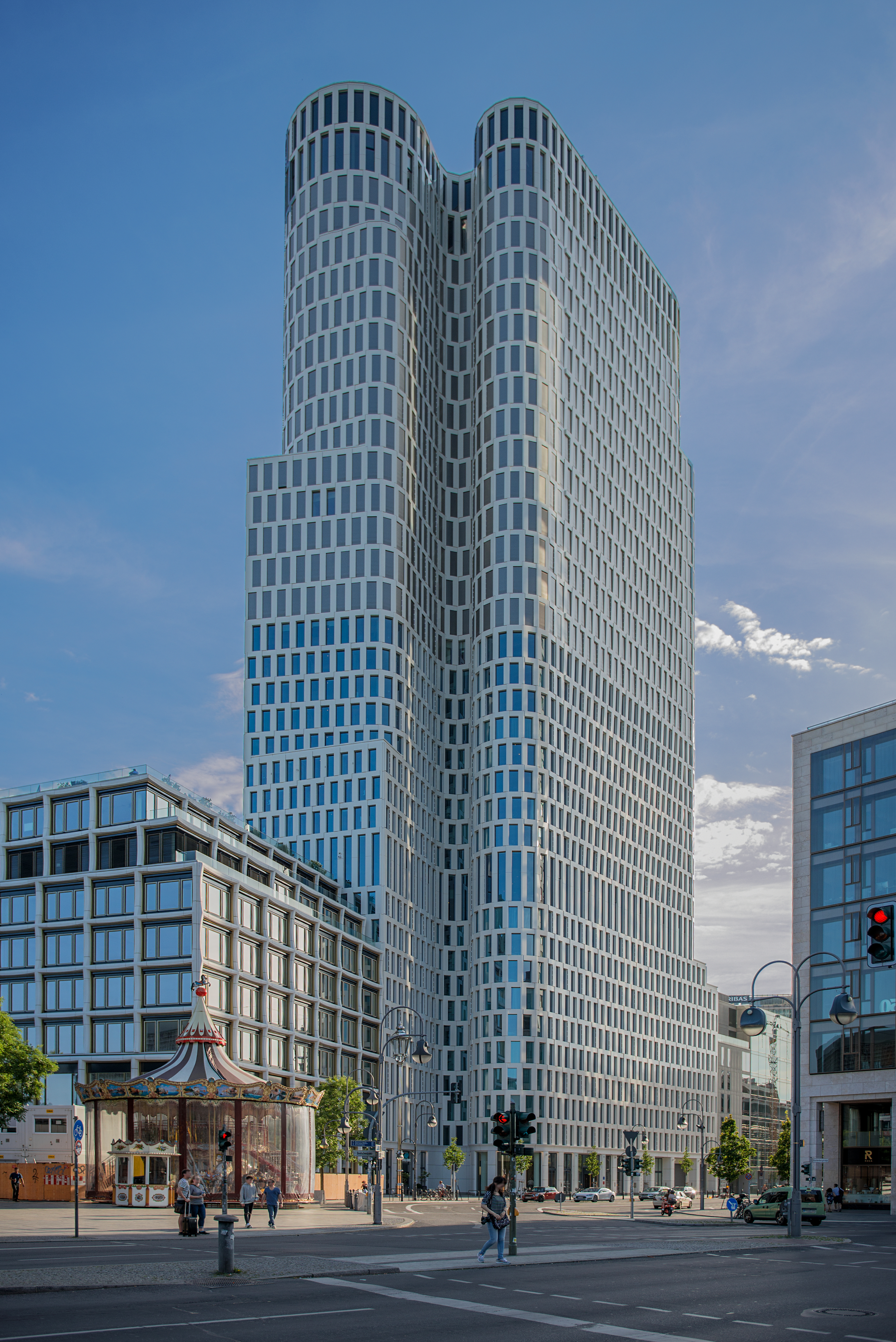
Upper West